# فرانك كوب
فرانك كوب (بالإنجليزية: Frank Cope)‏ هو لاعب كرة قدم أمريكية أمريكي، ولد في 19 نوفمبر 1915 في أناكوندا في الولايات المتحدة، وتوفي في 8 أكتوبر 1990 في سان خوسيه في الولايات المتحدة.

## وصلات خارجية
- فرانك كوب على موقع مرجع كرة القدم المحترفة.كوم (الإنجليزية)